# Punch and Judy (singolo)
Punch and Judy è un singolo del gruppo musicale britannico Marillion, il primo estratto dal secondo album in studio Fugazi e pubblicato nel gennaio 1984.

## Tracce
Testi e musiche dei Marillion.
- Lato A

1. Punch and Judy – 3:18

- Lato B

1. Market Square Heroes – 4:48
2. Three Boats Down from the Candy – 4:02

## Formazione
Gruppo
- Fish – voce
- Steve Rothery – chitarra
- Pete Trewavas – basso
- Mark Kelly – tastiera
- Ian Mosley – batteria

Altri musicisti
- Chris Karen – percussioni aggiuntive

Produzione
- Nick Tauber – produzione
- Simon Hanhart – registrazione, missaggio
- Dave Meegan, Tony Phillips, Steve Chase – assistenza tecnica
- Arun – mastering

## Classifiche
| Classifica (1984) | Posizione massima |
| ----------------- | ----------------- |
| Regno Unito       | 29                |